# Mike Zigomanis
Michael „Mike“ Zigomanis (* 17. Januar 1981 in North York, Ontario) ist ein ehemaliger kanadischer Eishockeyspieler und -trainer makedonischer Herkunft, der im Verlauf seiner aktiven Karriere zwischen 1997 und 2014 unter anderem 197 Spiele für die Carolina Hurricanes, St. Louis Blues, Phoenix Coyotes und Pittsburgh Penguins in der National Hockey League (NHL) auf der Position des Centers bestritten hat. Mit den Pittsburgh Penguins gewann Zigomanis im Jahr 2009 den Stanley Cup.

## Karriere

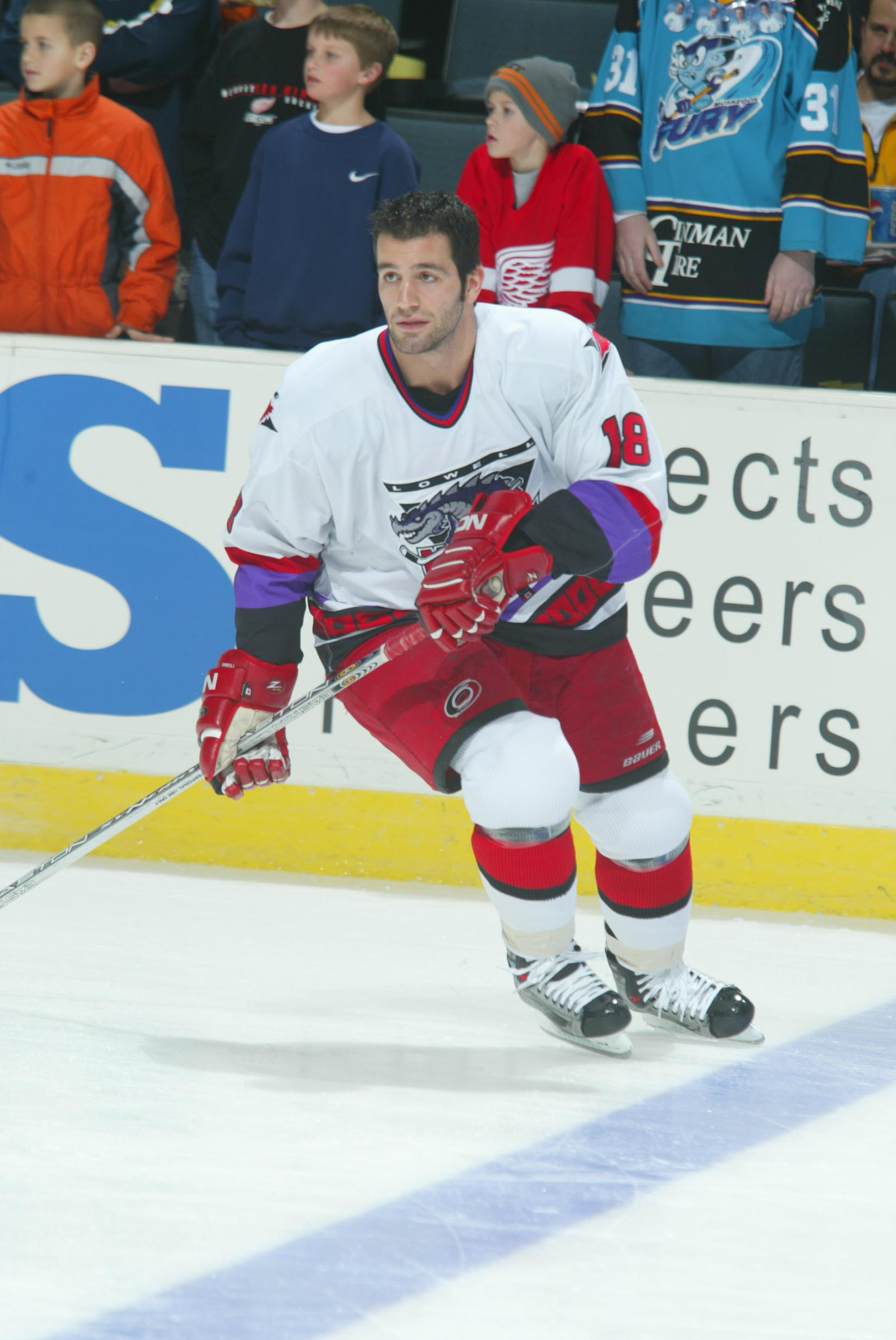
Zigomanis im Trikot der Lowell Lock Monsters (2004)

Mike Zigomanis begann seine Karriere als Eishockeyspieler in der kanadischen Juniorenliga Ontario Hockey League (OHL), in der er von 1997 bis 2001 für die Kingston Frontenacs aktiv war. In dieser Zeit wurde er zunächst im NHL Entry Draft 1999 in der zweiten Runde als insgesamt 64. Spieler von den Buffalo Sabres aus der National Hockey League (NHL) ausgewählt. Da diese ihn in den folgenden beiden Jahren nicht unter Vertrag genommen hatte, konnte der Angreifer im NHL Entry Draft 2001 in der zweiten Runde als insgesamt 46. Spieler von den Carolina Hurricanes ausgewählt werden.
Für die Hurricanes gab er in der Saison 2002/03 sein Debüt in der NHL und gewann 2006 den Stanley Cup, wobei er mit 21 Einsätzen jedoch nicht die nötige Anzahl am Spielen absolvierte, um auf dem Pokal eingetragen zu werden. Den Großteil seiner Zeit im Franchise der Carolina Hurricanes verbrachte er allerdings bei deren Farmteam aus der American Hockey League (AHL), den Lowell Lock Monsters. Am 30. Januar 2006 wurde Zigomanis zu den St. Louis Blues transferiert, für die er bis Saisonende nur in zwei Spielen auf dem Eis stand, während er 32-mal für deren AHL-Farmteam, die Peoria Rivermen, auflief. Von 2006 bis 2008 spielte der Kanadier für die Phoenix Coyotes und deren AHL-Farmteam San Antonio Rampage, ehe er vor der Saison 2008/09 einen Vertrag bei den Pittsburgh Penguins erhielt, mit denen er den Stanley Cup gewann.
Zu Beginn der Spielzeit 2009/10 wurde er von den Toronto Marlies verpflichtet, für die er in sieben AHL-Partien zwölf Assists erreichte. Mitte November 2009 wurde er von Djurgården IF aus der schwedischen Elitserien unter Vertrag genommen. Im Sommer 2010 folgte die Rückkehr nach Nordamerika, wo der Kanadier in den drei folgenden Spielzeiten erneut vorwiegend für die Toronto Marlies in der American Hockey League auflief und während dieser Zeit in den letzten beiden Spielzeiten das Amt des Assistenzkapitäns innehatte. Im Juli 2013 unterzeichnete Zigomanis einen Einjahresvertrag bei den Rochester Americans. Anschließend beendete er im Alter von 33 Jahren seine aktive Karriere und arbeitete zwischen 2018 und 2022 als Assistenztrainer der Eishockeymannschaft an der University of Toronto.

### International
Für Kanada nahm Zigomanis an der U20-Junioren-Weltmeisterschaft 2001 teil und gewann dort mit dem Team die Bronzemedaille. Drei Jahre zuvor hatte er bereits beim Nations Cup 1998 die Goldmedaille gewonnen.

## Erfolge und Auszeichnungen
| - 1998 OHL Second All-Rookie Team - 1999 Teilnahme am CHL Top Prospects Game - 2000 William Hanley Trophy - 2001 AHL-Rookie des Monats Oktober - 2004 Teilnahme am AHL All-Star Classic | - 2004 AHL All-Star Classic MVP - 2009 Stanley-Cup-Gewinn mit den Pittsburgh Penguins - 2010 Schwedischer Vizemeister mit Djurgården IF - 2013 Yanick Dupré Memorial Award |

### International
- 1998 Goldmedaille beim Nations Cup
- 2001 Bronzemedaille bei der U20-Junioren-Weltmeisterschaft

## Karrierestatistik

### International
Vertrat Kanada bei:
- Nations Cup 1998
- U20-Junioren-Weltmeisterschaft 2001

(Legende zur Spielerstatistik: Sp oder GP = absolvierte Spiele; T oder G = erzielte Tore; V oder A = erzielte Assists; Pkt oder Pts = erzielte Scorerpunkte; SM oder PIM = erhaltene Strafminuten; +/− = Plus/Minus-Bilanz; PP = erzielte Überzahltore; SH = erzielte Unterzahltore; GW = erzielte Siegtore; 1 Play-downs/Relegation; Kursiv: Statistik nicht vollständig)